# 5. Armee (Deutsches Kaiserreich)

Flagge des Stabes eines Armeeoberkommandos (1871–1918)

Als 5. Armee / Armeeoberkommando 5 (A.O.K. 5) wurde ein Großverband und die dazugehörige Kommandobehörde des deutschen Heeres während des Ersten Weltkrieges (1914–1918) bezeichnet. Sie umfasste mehrere Armee- oder Reservekorps sowie zahlreiche Spezialtruppen.

## Geschichte
Als am 2. August 1914 im Deutschen Kaiserreich die Mobilmachung erfolgte, wurden aus den acht vorhandenen Armee-Inspektionen acht Armeen gebildet. Eine davon war das Armeeoberkommando 5 in Koblenz. Die Verbände der 5. Armee sammelten sich im Raum Saarbrücken–Luxemburg. Die Armee umfasste im August 1914 folgende Einheiten:
| - V. Armee-Korps - VI. Armee-Korps - XIII. Armee-Korps | - XVI. Armee-Korps - V. Reserve-Korps - VI. Reserve-Korps |

Die 5. Armee bildete zusammen mit der 4. Armee die Mittelgruppe des deutschen Westheeres, das gemäß dem Schlieffen-Plan zur Offensive gegen Frankreich vorgesehen war. Beide Armeen wehrten Ende August 1914 einen Vorstoß des französischen Heeres an der Maas und den Ardennen ab (→ Schlacht bei Neufchâteau und Schlacht bei Longwy) und drängten die gegnerischen Truppen anschließend bis hinter die Aisne zurück. Als sich infolge der Niederlage in der Marne-Schlacht Anfang September 1914 die rechten deutschen Flügelarmeen (1. und 2. Armee) zurückzogen, musste auch die 4. Armee zurückgenommen werden. Die 5. Armee blieb deshalb in den Stellungen, die sie vor Verdun erreicht hatte. Hier erstarrte die Front im Stellungskrieg. Seit dem 21. Februar 1916 war die 5. Armee maßgeblich in der Schlacht um Verdun engagiert. Im Jahr 1918 waren die Truppen des Großverbandes unter anderem auch in der Schlacht von St. Mihiel und der Meuse-Argonne-Offensive verwickelt.
Vom 13. September 1914 an war das Hauptquartier des Armeeoberkommandos 5 in Stenay und ab dem 4. Dezember 1916 in Montmédy. Am 2. November 1918 trat es den Rückzug an und erreichte am 30. November schließlich Bad Nauheim.

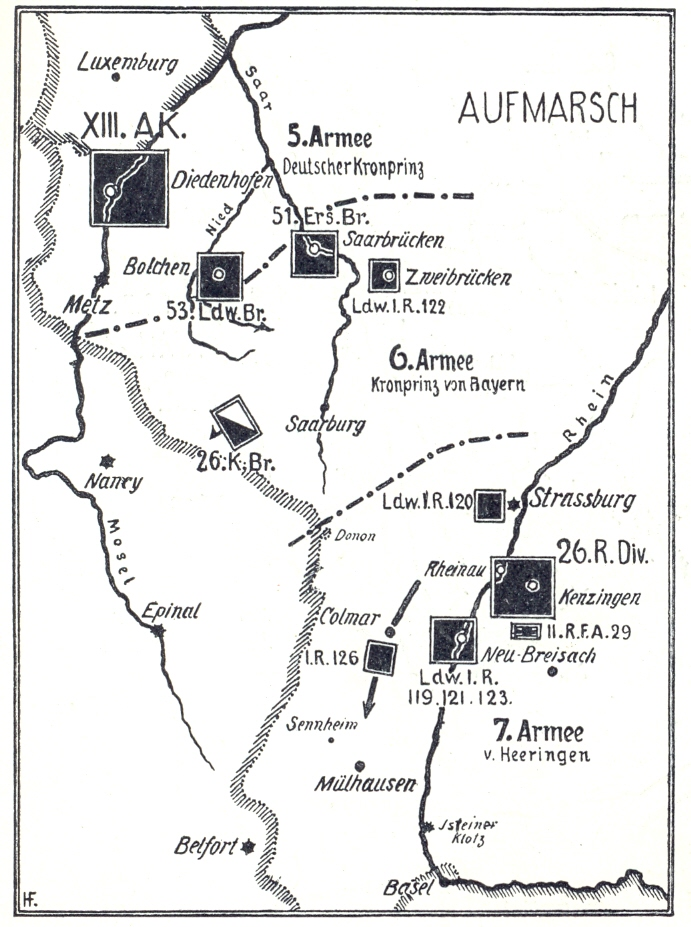
Aufmarsch 1914
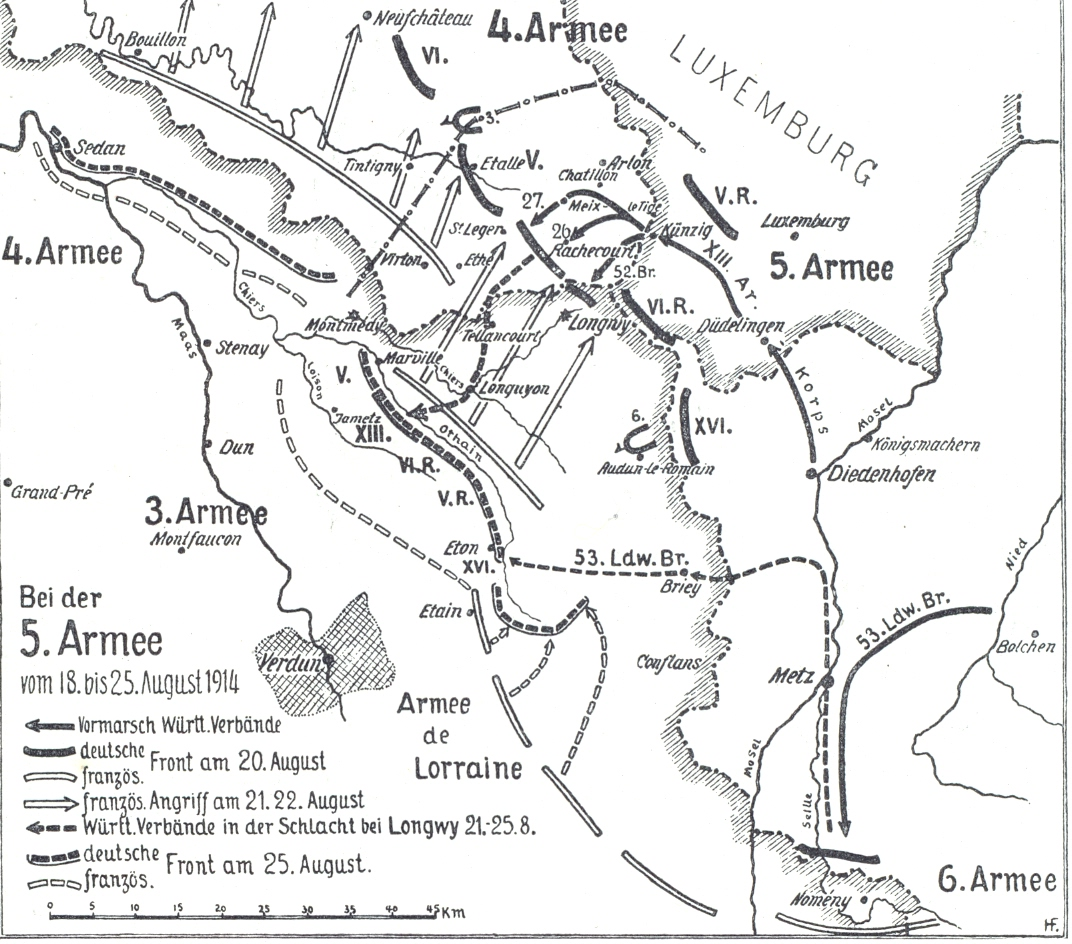
5. Armee August 1914
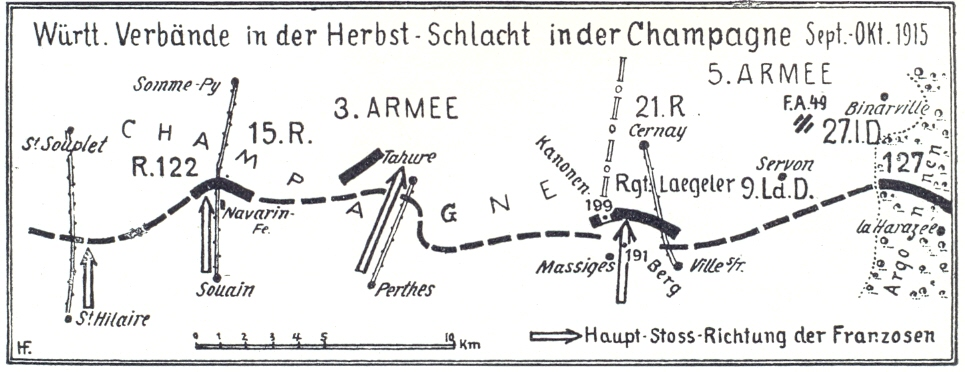
5. Armee Herbst 1915
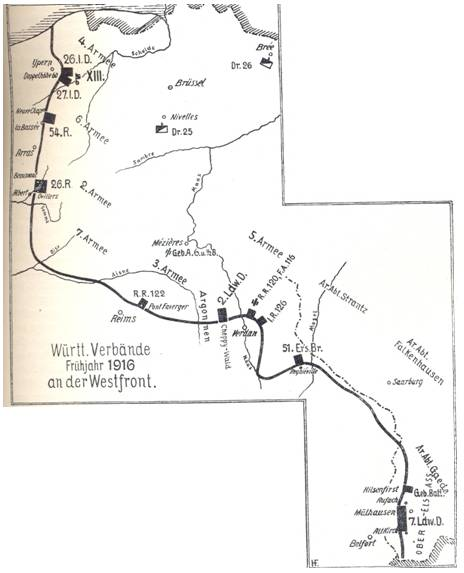
5. Armee Frühjahr 1916